# Giovanni Mario Crescimbeni
Giovanni Mario Crescimbeni (Macerata, 9 d'octubre de 1663 - Roma, 8 de març de 1728) fou un home e lletres italià a la vegada que poeta i crític literari.
Va fer els estudis sota la direcció dels Jesuïtes i va compondre, molt jove encara, la tragèdia Darius i donà una traducció en octaves dels dos primers llibres de la Farsalia de Lucà. El 1680 passà a Roma, on es dedicà als estudis jurídics i més, amb preferència als literaris, el 1690 fou un dels fundadors de l'Academia degli Arcadi i el seu primer president. Després ingressà en l'estat eclesiàstic i, poc temps abans de la seva mort, en la Companyia de Jesús.
Mercès als seus importants treballs sobre literatura, adquirí una extraordinària influència a Roma i es veié ple de favors pels papes i els cardenals, havent-lo nomenat Climent XI arxipreste de l'església de Santa Maria. Les seves Rime (Roma, 1695, i mes completes el 1723) a principis de segle XX ja havien caigut en l'oblit. Entre les seves demés obres cal citar:
- L'Elvio, favolí pastorale (Roma, 1695),
- Istoria della volgare poesia (Roma, 1698),
- La bellezza della volgar poesia (Roma, 1700),
- Commentarii in torno allà volgare poesia storica (Roma, 1702),
- Istoria d'Arcadia (Roma, 1709),
- Prose degli Acadi (Roma, 1718),
- Le Rime degli Arcadi (Roma, 1722),
- Le Vite de piu celebre poeti provenzali (Roma, 1722),
- Vita di monsignore Gabrielle Filipucci (Roma,1724),
- Le vite degli Arcadi illustri (1727).